# Yeşilova Höyük
Koordinaten: 38° 26′ 29″ N, 27° 12′ 52″ O

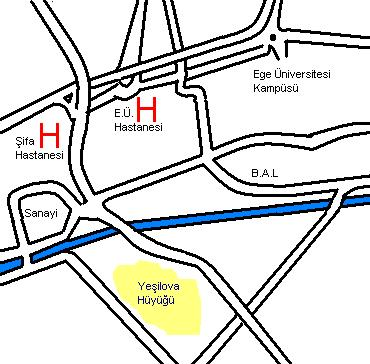
Position des Yeşilova Höyüks innerhalb Bornovas

Yeşilova Höyük ist die älteste Siedlung in İzmir. Es ist ein Tell am Ufer des Manda-Flusses im Bezirk Bornova und liegt östlich der Işıkkent-Schule
und südwestlich der Bornova Anadolu Lisesi, am Autobahnkreuz E87 und E881. Während der Besiedlungszeit Yeşilovas lag der Golf von Izmir zwei Kilometer weiter landeinwärts, so dass die Region feuchter als heute und mit einer reicheren Flora und Fauna ausgestattet war.
Innerhalb der Ebene von Bornova sind die eng benachbarten Hügel von Yeşilova, Yassıtepe und İpeklikuyu die ersten regulären Siedlungen im heutigen İzmir. Andererseits ist Yeşilova flächenmäßig die größte Siedlung in Westanatolien. Heute liegt Yeşilova 4 bis 5 Meter unter der Oberfläche der Bornova-Ebene.
Die erste Gemeinde, die sich auf dem Hügel niederließ, verließ die Siedlung trotz Überschwemmungen und Bränden mindestens tausend Jahre lang nicht und baute ihr Dorf achtmal wieder auf. Das Bevölkerungswachstum erforderte die Gründung eines Dorfes 400 Meter nördlich am Yassıtepe Höyük. Neben der Jagd bauten sie in dieser Region Wildweizen an und hielten Weidevieh.

## Ausgrabungen
Yeşilova Höyük wurde entdeckt, als der pensionierte Kunstlehrer Ali Beke Özkan in einem Park in Buca archäologische Überreste fand und sie an das Archäologische Museum von İzmir sandte. Als Ergebnis der Bestimmung, woher der Boden entnommen wurde, wurde Yeşilova in Bornova gefunden.
Die Ausgrabungen wurden 2005 vom Archäologischen Museum von Izmir begonnen. Nach einer einjährigen Pause wurden sie 2008 auf Initiative des Ministeriums für Kultur und Tourismus und des Instituts für Archäologie der Philosophischen Fakultät der Ege Üniversitesi unter der Leitung von Zafer Derin fortgesetzt. Als Ergebnis dieser Ausgrabungen wurden 338 Inventar- und Studienobjekte gefunden und an das Museum geliefert.
Neben den beiden Einrichtungen beteiligte sich auch die Stadtverwaltung von Izmir an den Ausgrabungen. Die Arbeiten am Hügel sollten nicht nur rein akademisch sein, sondern auch der Stadtentwicklung zugutekommen. Daher wurden die Aktivitäten als „Ausgrabungs-, Bildungs-, Infrastruktur-und-Landschaftsbau- und Publikationsaktivitäten“ fortgesetzt. Die Ausgrabungen wurden am 26. August 2010 eingestellt.
Seit 2009 organisiert die Stadtverwaltung Bornova mit Schülern der Gemeinde Veranstaltungen, die den Alltag von Yeşilova vor 8500 Jahren nachstellen.

## Siedlungsschichten

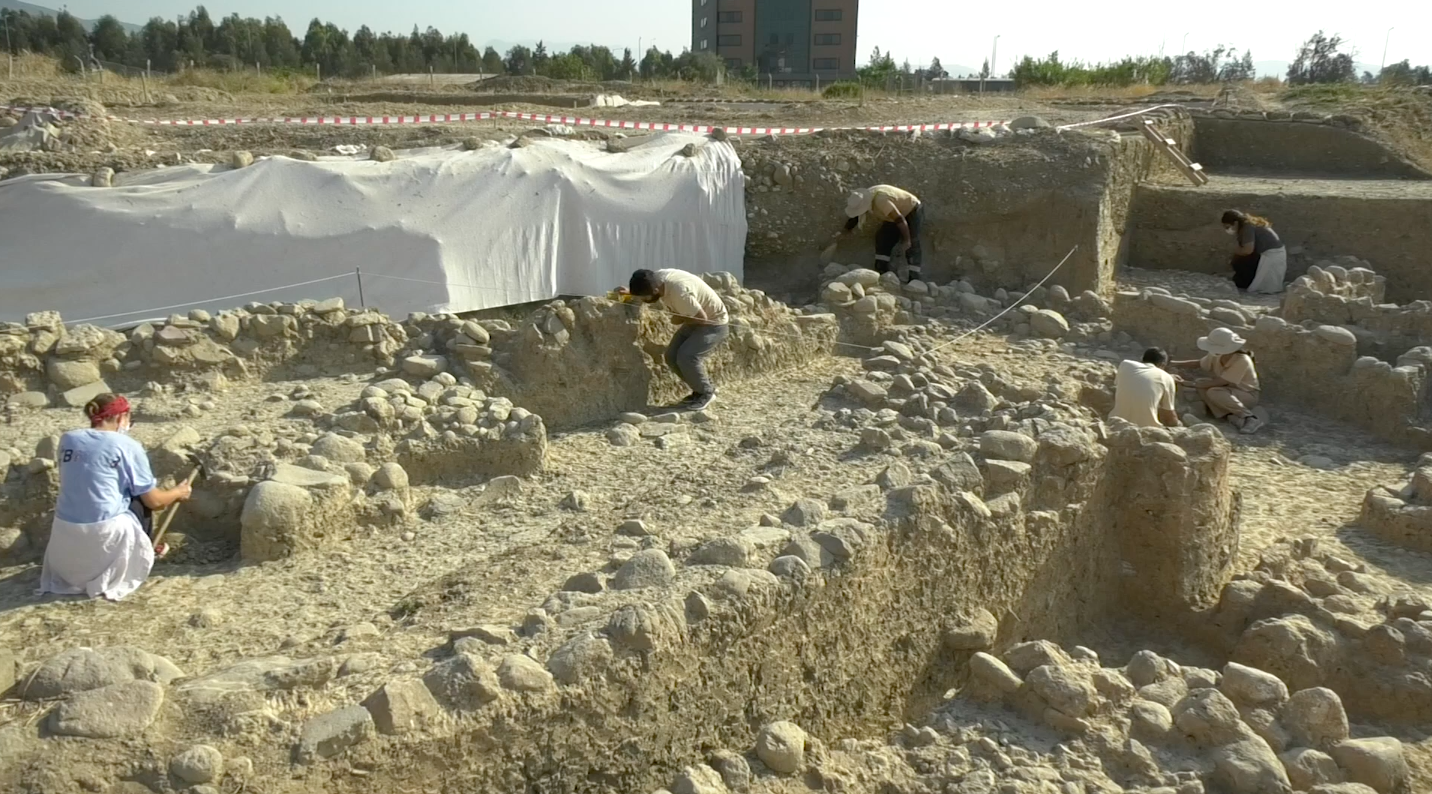
Ausgrabung am Yeşilova Höyük

Yeşilova Höyük liegt heute unter einer dicken Alluvialschicht und hat eine geschätzte Siedlungsfläche von etwa 100 Hektar. Bei den Ausgrabungen wurden drei Kulturschichten identifiziert. Die oberste Schicht umfasst römische, eisen- und bronzezeitliche Siedlungen, die II. Schicht die Kupfersteinzeit und die III. Stufe die Jungsteinzeit, die am dicksten ist und auf 8000 Jahre geschätzt wird. Alle zusammen zeigen Spuren von 14 Besiedlungsschichten. Die Besiedlungsschichten der Jungsteinzeit werden von Schichten von Schlamm und Lehm unterbrochen, was auf häufige Überschwemmungen hindeutet. Die größte Siedlung existierte hier während des Kupfersteinzeit vor 6.000 Jahren. Es wird angenommen, dass dann die Siedlung in der Kupfersteinzeit wegen der häufigen Überschwemmungen durch den Manda verlassen wurde und sich die Menschen auf Bornova- und Yassıtepe in höheren Lagen ansiedelten. Der nun unbedeutend gewordene Yeşilova Höyük wurde allmählich von Flussablagerungen begraben. Der Fund von Pithos-Gräbern deutet darauf hin, dass das Gebiet während der frühen Bronzezeit als Friedhof genutzt wurde. Während der jüngsten römischen Besiedlung gab es nur noch ein paar zerstreute Bauernhöfe.

## Funde
Die Kulturschicht III der Jungsteinzeit liegt 3–4 Meter unter der Oberfläche der heutigen Ebene. Diese Periode ist nochmal in acht Schichten unterteilt. Die zwei untersten Schichten beinhalten Überreste rechteckiger und ovaler Hütten, die aus Schilf und Ästen bestanden. In der Umgebung der Hütten fanden sich Spuren von Asche und Feuerplätzen. In den folgenden oberen Schichten 5 und 6 konnten architektonisch nur Fußböden nachgewiesen werden, die auf Unterstände wie Zelte und Hütten schließen lassen.
Die obersten drei Schichten (1–3) der neolithischen Schicht zeigen größere Behausungen für eine wachsende Bevölkerung. Permanente Unterkünfte werden in direktem Zusammenhang mit einer sich entwickelnden Subsistenzwirtschaft gebracht. Vor allem die erste Schicht wird als die längste Besiedlungszeit des Hügels angesehen. In dieser Zeit, die auf 6000–5700 v. Chr. datiert wird, entstanden Häuser mit den Maßen 5 × 6 und 6 × 8 Meter auf Steinfundamenten. Diese nebeneinander gebauten, aber voneinander getrennten Häuser blicken auf einen Innenhof. Auf den steinernen Fundamenten wurden 10–15 cm dicke Mauern gebaut, die aus einer Mischung von Lehmerde und Pflanzenresten bestanden. Es wurden Schneid-, Stech-, Schabewerkzeuge, Pfeilspitzen und Messer aus Feuerstein gefunden. Neben Feuerstein wurde auch Obsidian gefunden, welcher wahrscheinlich von der Insel Milos und/oder aus Kappadokien stammt. Unter den zahlreich gefundenen Siegeln ist eines 8.200 Jahren alt und ein anderes zeigt eine Sonne.
Auf den bei den Ausgrabungen ausgegrabenen Tonstücken wurden Fingerabdrücke von Kindern und Frauen gefunden, und diese Tonstücke wurden auf 8.500 Jahre datiert. Man nimmt an, dass diese Tonklumpen geknetet wurden, um Keramik herzustellen. Andererseits stellte sich heraus, dass die Bewohner der Siedlung mit Dochten tierisches Fett in Tontöpfen verbrannten und nutzten.

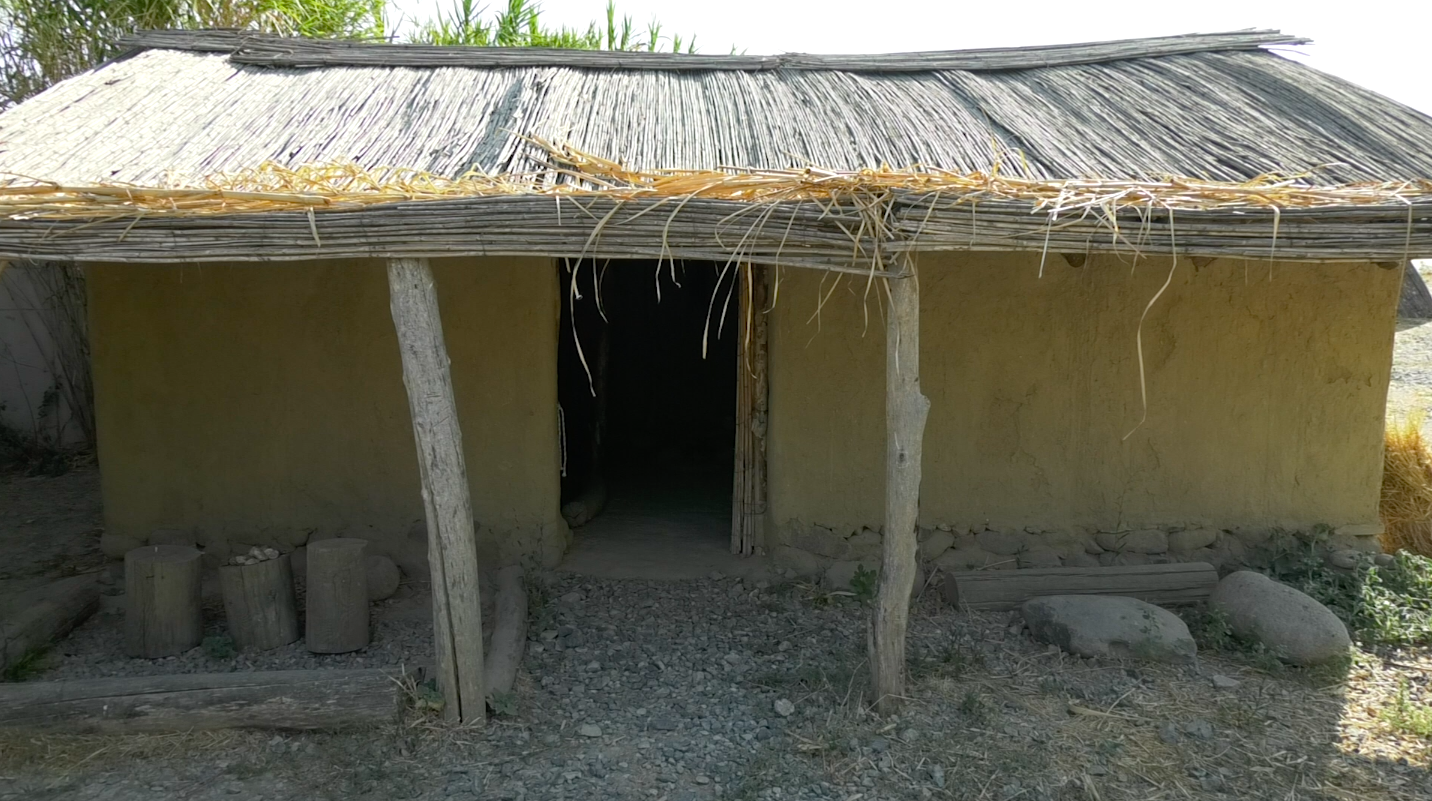
Ein rekonstruiertes Haus

Unter den Funden befindet sich auch eine Axtwerkstatt mit großen und kleinen Äxten, in der das reichlich vorhandene Serpentin als Rohstoff verwendet wurde. Darüber hinaus zeigte sich, dass auch Steine aus anderen Regionen bei der Axtherstellung verwendet wurden. Es wird davon ausgegangen, dass die Siedler in Häusern mit Satteldächern lebten. In fast allen Häusern wurden Schleifsteine und Keramik gefunden. Es wurde auch ein Tauschhandel festgestellt, bei dem landwirtschaftliche Produkte gegen Steine und Meeresprodukte getauscht wurden. In einem Haus wurden Gewichte für Webstühle hergestellt.
Bei den Ausgrabungen gefundene Rinder- und Kleinviehknochen zeigen, dass in der Region viele Tiere gejagt oder gehalten wurden. Darüber hinaus fanden sich Werkzeuge aus Stein und Knochen, von denen angenommen wird, dass sie zur Lederverarbeitung verwendet wurden, was dann auf eine weit verbreitete Tradition der Lederverarbeitung hindeutet. Dies und Webutensilien deuten darauf, dass sich in der Siedlung die Lederbearbeitung und Weberei auf der Grundlage der Tierhaltung entwickelt habe.
Darüber hinaus wurden in vielen Teilen des Gebiets verschiedene Arten von Muscheln, hauptsächlich Herzmuscheln, sowie Goldbrassenknochen und Fischnetzgewichte gefunden. Ähnlich wie bei den Ausgrabungen in Höyücek wurden auch hier ein Muttergöttin-Idol aus Terrakotta und Keramiken mit Reliefs eines anatolischen Leoparden gefunden.
Man nimmt an, dass die neolithische Siedlung nach einem Brand und einer Überflutung um 5.700 v. verlassen wurde, aber nicht nur Yeşilova, sondern auch die umliegenden Siedlungen wurden verlassen. Das Gebiet war für die nächsten 300 Jahre nicht bewohnt.